# Aleksandar Cincar-Marković
Aleksandar Cincar-Marković (in serbo: Александар Цинцар-Марковић; Belgrado, 1889 – Belgrado, 1947) è stato un politico jugoslavo, ministro degli esteri all'inizio della seconda guerra mondiale.
Nel febbraio del 1941 assieme al Presidente del Consiglio Dragiša Cvetković ebbe un incontro con Hitler per discutere l'adesione della Jugoslavia al Patto Tripartito. La discussione finì per esasperare Hitler, che convocò al Berghof il reggente Paolo. Si giunse così all'adesione al Patto, ma non vi fu alcuna garanzia sull'impegno tedesco a non varcare le frontiere iugoslave.
Dopo che il Consiglio della Corona approvò con dieci voti favorevoli, tre contrari e cinque astensioni l'adesione, Markovic, con il Presidente Dragiša Cvetković, si recò a Vienna per la firma ufficiale che avvenne il 25 marzo 1941.
Al loro rientro a Belgrado i due uomini politici furono arrestati, poiché il generale Dušan Simović, comandante in capo dell'aviazione, con un colpo di Stato aveva destituito il reggente Paolo messo sul trono il diciassettene Pietro II di Iugoslavia, figlio del re Alessandro.